# پژو ۲۰۰۸
پژو ۲۰۰۸ یک خودروی کراس اوور کوچک تولیدشده توسط شرکت پژو فرانسه است که برای اولین بار در سال ۲۰۱۳ در نمایشگاه خودرو ژنو از آن رونمایی شد. بنابر تصمیم پژو مبنی بر عدم تولید ۲۰۸ اس‌دبلیو، این خودرو به عنوان جایگزین خودروی پژو ۲۰۷ اس‌دبلیو معرفی شد. این خودرو با کد A94 و بر روی پلت فرم PF1 طراحی و توسعه یافته‌است و دارای قطعات الکترونیکی مشترک با پژو ۲۰۸ می‌باشد و با گیربکسهای ۵ و ۶ دنده دستی و ۴ تا ۶ دنده اتوماتیک عرضه می‌شود.

## تاریخچه

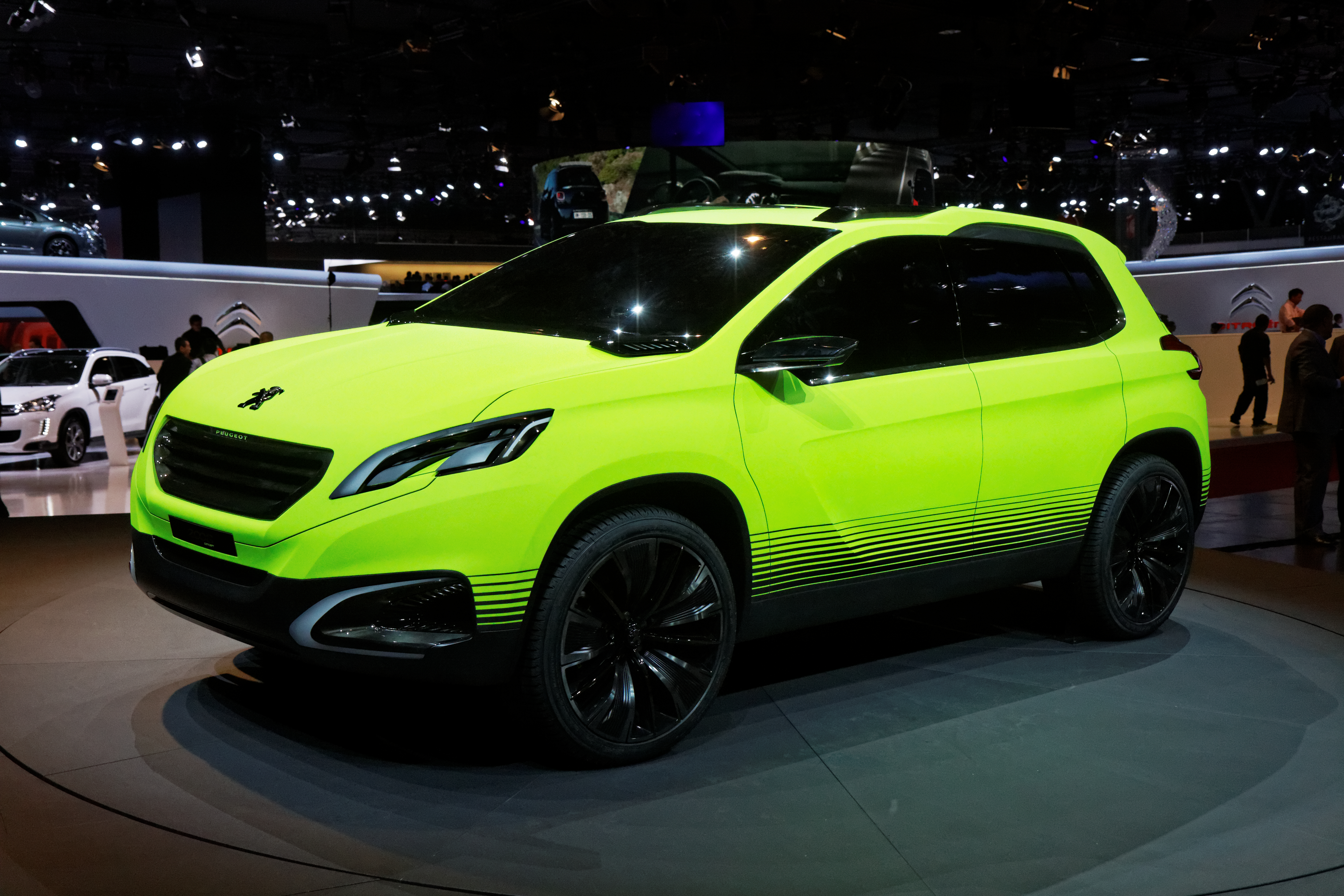
پژو ۲۰۰۸ کانسپت، نمایشگاه خودروی پاریس

پژو ۲۰۰۸ یک خودروی کراس اوور براساس پژو ۲۰۸ می‌باشد. پژو در پایان آوریل سال ۲۰۱۲، در نمایشگاه خودروی پکن از کانسپت Urban Crossover رونمایی کرد. سپس در همان سال در نمایشگاه خودروی پاریس، همان کانسپت با نام کانسپت پژو ۲۰۰۸ معرفی شد. در نهایت در ۲۶ آوریل ۲۰۱۳ تولید و عرضهٔ تجاری آن به عنوان جایگزین پژو ۲۰۷ SW در اروپا آغاز شد. تنها ۶ ماه بعد از آغاز تولید، ۶۰٫۰۰۰ دستگاه از این خودرو در اروپا به فروش رسید که از این مقدار، ۲۵٫۰۰۰ دستگاه آن در فرانسه فروش رفت که فراتر از تخمین پژو (۱۰۰٫۰۰۰ دستگاه در ۱۲ ماه ابتدایی تولید) بود. همین امر باعث شد تا کارخانه پژو در مولوز، با بیش از ۲ برابر ظرفیت خود فعالیت کند و تولید ظرفیت خود که ۳۰۰ دستگاه خودرو در روز بود را به روزی ۷۰۰ دستگاه برساند.
پژو ۲۰۰۸ در چهار کارخانهٔ پژو در مولوز فرانسه، ووهان چین، پورتو رئال برزیل (از ۲۰۱۵) و تهران ایران (از ۲۰۱۷) تولید می‌گردد که از بین این کارخانه‌ها، ۷۳٪ تولید پژو ۲۰۰۸ مربوط به سایت تولیدی در مولوز فرانسه می‌باشد که همین امر باعث می‌شود این خودرو به نشان Origine France Garantie دست یابد.

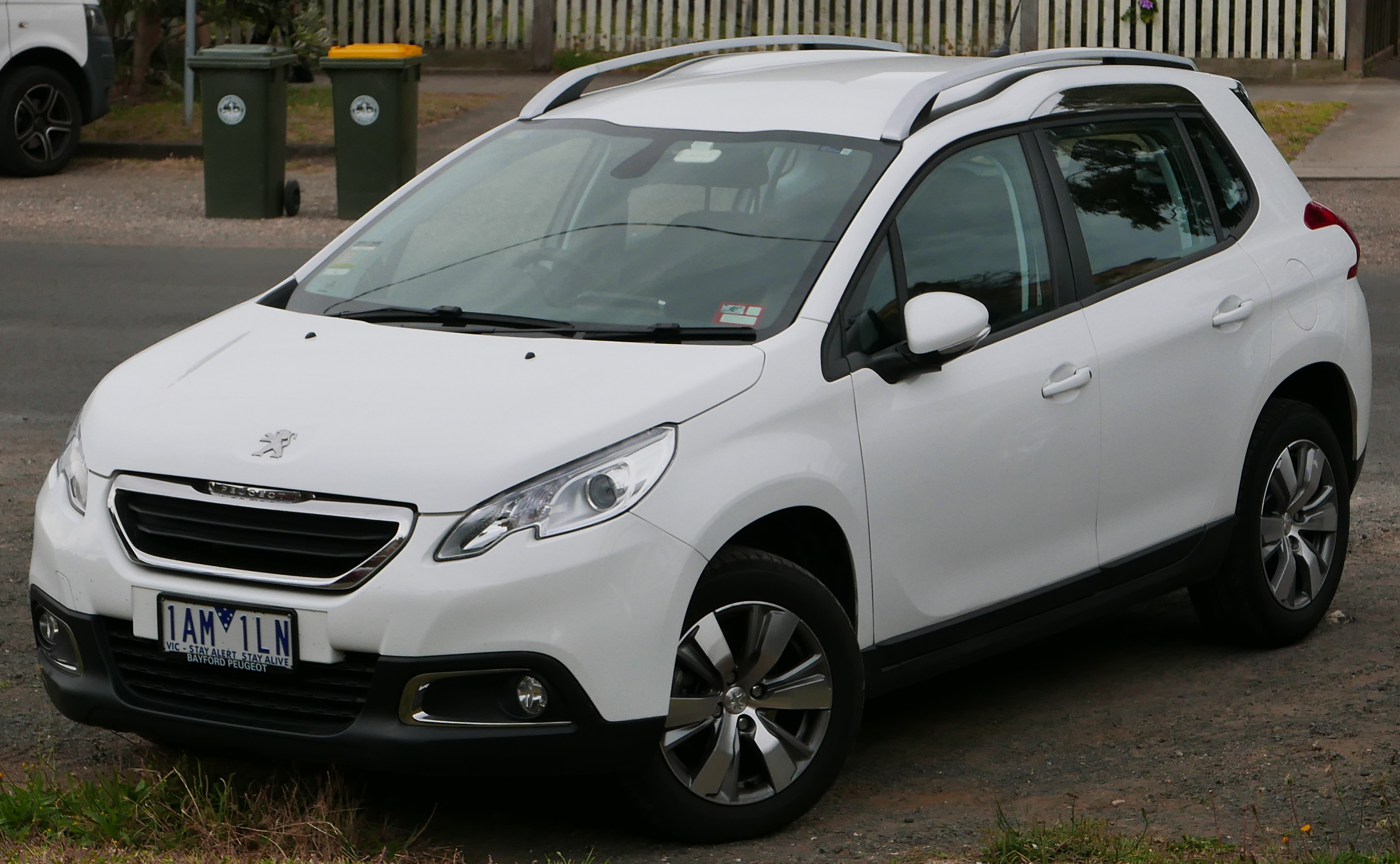
پژو ۲۰۰۸ فاز یک

در سال ۲۰۱۵، یک نسخهٔ ویژه از پژو ۲۰۰۸ با نام Urban Cross در دسترس بود که بیشترین سطح امکانات را ارائه می‌داد و دارای تنوع موتور فراوانی بود.
در برزیل، پژو از دو کانسپت از پژو ۲۰۰۸ و پژو ۲۰۸ با نام‌های Pyrit و Kyanit رونمایی کرد که وجه تمایز کانسپت ۲۰۸Pyrit از نمونهٔ اصلی، رنگ ترکیبی مشکی-مسی مات، چراغ‌های دی لایت، راهنماهای ال ای دی، اگزوز متفاوت و رینگ‌های خاص بود. همچنین کانسپت ۲۰۰۸Kyanit دارای بدنه با رنگ ترکیبی مشکی-آبی، رینگ‌های ۱۸ اینچی و اگزوز دوگانه بود.
در ۱۸ فوریه سال ۲۰۱۶، پژو از ۲۰۰۸ فیس لیفت شده تحت نام فاز دوم، در نمایشگاه خودروی ژنو رونمایی کرد. پژو ۲۰۰۸ جدید علاوه بر تفاوت در چهره، از امکانات جدیدتر و موتورهای با سطح تکنولوژی بالاتر و استانداردهای آلایندگی بسیار بالاتر بهره می‌برد.
تولید انبوه فاز دوم این خودرو با داخلی‌سازی ۳۰٪ به همراه صادرات ۳۰٪ی تولیدات، در تاریخ ۱۲ اردیبهشت ۱۳۹۶ (۲ می ۲۰۱۷ میلادی) در ایران، در شرکت ایکاپ آغاز شد. پژو ۲۰۰۸ مونتاژی در ایران، فاقد سقف پانوراما، کیلس استارتر، صندلی چرم، گرمکن صندلی و پاورگریپ است اما امکاناتی ساده مانند کروز کنترل، نمایشگر میزان باد لاستیک (TPMS)، فرمان برقی و دوربین دنده عقب را در کابین دارد. تولید پژو ۲۰۰۸ تا سال ۱۳۹۹ ادامه داشت.

## جوایز
پژو ۲۰۰۸ جوایز متعدد بین‌المللی فراوانی از کشورهای مختلف از جمله ایتالیا، ایرلند و لهستان کسب کرده‌است. در ۱۶ اکتبر ۲۰۱۳، جایزهٔ بهترین خودروی سال اروپا Auto Europa 2014 (با جایزهٔ خودروی سال اروپا اشتباه نشود) را کسب کرد. این جایزه، به‌طور سالیانه توسط داورانی از اتحادیه ژورنالیست‌های خودرو ایتالیا (UIGA) به خودروهای برگزیده اعطا می‌گردد. خودروهای شرکت‌کننده در این داوری باید حداقل ۱۰٫۰۰۰ دستگاه در ۲۷ کشور عضو اتحادیه اروپا فروخته باشند و فروش آن‌ها در بین ماه‌های سپتامبر و اوت سال قبل آغاز شده باشد.
در نوامبر سال ۲۰۱۳، انجمن نویسندگان خودرو ایرلند در بخش خودروی شهری چند منظوره، جایزهٔ بهترین خودروی سال ۲۰۱۳ را به پژو ۲۰۰۸ اهدا کردند.
در دسامبر سال ۲۰۱۳، پژو ۲۰۰۸ در بخش بهترین خودروی اس یو وی/کراس اوور لهستان، جایزه Golden Steering Wheel را دریافت کرد.
پژو ۲۰۰۸ جوایز بسیار دیگری را نیز از آن خود کرده‌است که از آن‌ها می‌توان به جوایز خودروی سال ۲۰۱۴ از دید دو مجله ویژه بانوان اسپانیا به نام‌های Elle و Mujer Hoy اشاره نمود.

## موتورها
پژو ۲۰۰۸ در ایران، با پیشرانه ۱٫۶ لیتری توربو THP163 دارای قدرت ۱۶۳ اسب بخار در دور موتور ۶۰۰۰ دور بر دقیقه و با حداکثر گشتاور ۲۴۰ نیوتون-متر که در دور موتور ۱۴۰۰ دور بر دقیقه حاصل می‌شود، ارائه می‌گردد.
مصرف سوخت بنزین پژو ۲۰۰۸ در مدل ۱٫۶ لیتری توربوی ۱۶۳ اسب بخاری در هر ۱۰۰ کیلومتر در جاده ۴٫۹ لیتر، در شهر ۹٫۸ لیتر و ترکیبی ۶٫۷ لیتر گزارش شده‌است.
| موتورهای بنزینی |                         |                                      |                                                           |                                               |            |                                                                                |                      |              |                             |
| مدل موتور       | نوع موتور               | حجم موتور (cc)                       | قدرت                                                      | گشتاور                                        | شتاب ۰–۱۰۰ | نهایت سرعت                                                                     | گیربکس               | آلایندگی CO2 | سال تولید                   |
| EB2             | خطی ۳ سیلندر            | ۱٬۱۹۹ سانتی‌متر مکعب (۷۳٫۲ اینچ مکعب) | ۸۲ اسب بخار متری (۶۰ کیلووات؛ ۸۱ اسب بخار) در ۵۷۵۰ rpm    | ۱۱۸ نیوتن متر (۸۷ پوند نیرو-فوت) در ۲۷۵۰ rpm  | ۱۳٫۵/۱۵٫۴  | ۱۶۹ کیلومتر بر ساعت (۱۰۵ مایل بر ساعت)/۱۷۰ کیلومتر بر ساعت (۱۰۶ مایل بر ساعت)  | BVM5/ETG5(S&S)*      | ۱۱۴/۹۹ g/km  | از ۲۰۱۳                     |
| EB2 DT          | خطی ۳ سیلندر توربو      | ۱٬۱۹۹ سانتی‌متر مکعب (۷۳٫۲ اینچ مکعب) | ۱۱۰ اسب بخار متری (۸۱ کیلووات؛ ۱۰۸ اسب بخار) در ۵۵۰۰ rpm  | ۲۰۵ نیوتن متر (۱۵۱ پوند نیرو-فوت) در ۱۷۵۰ rpm | ۹٫۹/۱۰٫۳   | ۱۹۱ کیلومتر بر ساعت (۱۱۹ مایل بر ساعت)/۱۸۸ کیلومتر بر ساعت (۱۱۷ مایل بر ساعت)  | BVM5(S&S) /EAT6(S&S) | ۱۰۳/۱۱۰ g/km | از ۲۰۱۶                     |
| EB2 DTS         | خطی ۳ سیلندر توربو      | ۱٬۱۹۹ سانتی‌متر مکعب (۷۳٫۲ اینچ مکعب) | ۱۳۰ اسب بخار متری (۹۶ کیلووات؛ ۱۲۸ اسب بخار) در ۵۵۰۰ rpm  | ۲۳۰ نیوتن متر (۱۷۰ پوند نیرو-فوت) در ۱۷۵۰ rpm | ۹٫۳        | ۲۰۰ کیلومتر بر ساعت (۱۲۴ مایل بر ساعت)                                         | BVM6(S&S)            | ۱۱۰ g/km     | از ۲۰۱۶                     |
| EP6             | خطی ۴ سیلندر            | ۱٬۵۹۸ سانتی‌متر مکعب (۹۷٫۵ اینچ مکعب) | ۱۲۰ اسب بخار متری (۸۸ کیلووات؛ ۱۱۸ اسب بخار) در ۶۰۰۰ rpm  | ۱۶۰ نیوتن متر (۱۱۸ پوند نیرو-فوت) در ۴۲۵۰ rpm | ۹٫۵/۱۱٫۲   | ۱۹۶ کیلومتر بر ساعت (۱۲۲ مایل بر ساعت)/۱۸۹ کیلومتر بر ساعت (۱۱۷ مایل بر ساعت)  | BVM5/BVA4            | ۱۳۵/۱۵۰ g/km | از ۲۰۱۳ تا ۲۰۱۶             |
| EP6 FDTM        | خطی ۴ سیلندر توربو      | ۱٬۵۹۸ سانتی‌متر مکعب (۹۷٫۵ اینچ مکعب) | ۱۶۳ اسب بخار متری (۱۲۰ کیلووات؛ ۱۶۱ اسب بخار) در ۶۰۰۰ rpm | ۲۴۰ نیوتن متر (۱۷۷ پوند نیرو-فوت) در ۱۴۰۰ rpm | ۷          | ۲۱۶ کیلومتر بر ساعت                                                            | EAT6                 | ۱۷۸ g/km     | از ۲۰۱۷ (مخصوص بازار ایران) |
| موتورهای دیزلی  |                         |                                      |                                                           |                                               |            |                                                                                |                      |              |                             |
| DV4 TD          | ۴ سیلندر خطی توربو دیزل | ۱٬۳۹۷ سانتی‌متر مکعب (۸۵٫۳ اینچ مکعب) | ۶۸ اسب بخار متری (۵۰ کیلووات؛ ۶۷ اسب بخار) در ۴۰۰۰ rpm    | ۱۶۰ نیوتن متر (۱۱۸ پوند نیرو-فوت) در ۱۷۵۰ rpm | ۱۴٫۹       | ۱۵۹ کیلومتر بر ساعت (۹۹ مایل بر ساعت)                                          | BVM5                 | ۱۰۴ g/km     | از ۲۰۱۳ تا ۲۰۱۶             |
| DV6 FETED       | ۴ سیلندر خطی توربو دیزل | ۱٬۵۶۰ سانتی‌متر مکعب (۹۵ اینچ مکعب)   | ۷۵ اسب بخار متری (۵۵ کیلووات؛ ۷۴ اسب بخار) در ۳۵۰۰ rpm    | ۲۳۰ نیوتن متر (۱۷۰ پوند نیرو-فوت) در ۱۲۵۰ rpm | ۱۳٫۸       | ۱۶۵ کیلومتر بر ساعت (۱۰۳ مایل بر ساعت)                                         | BVM5                 | ۹۷ g/km      | از ۲۰۱۶                     |
| DV6 DTED        | ۴ سیلندر خطی توربو دیزل | ۱٬۵۶۰ سانتی‌متر مکعب (۹۵ اینچ مکعب)   | ۹۲ اسب بخار متری (۶۸ کیلووات؛ ۹۱ اسب بخار) در ۴۰۰۰ rpm    | ۲۳۰ نیوتن متر (۱۷۰ پوند نیرو-فوت) در ۱۷۵۰ rpm | ۱۱٫۵/۱۲٫۶۶ | ۱۸۱ کیلومتر بر ساعت (۱۱۲ مایل بر ساعت) /۱۸۰ کیلومتر بر ساعت (۱۱۲ مایل بر ساعت) | BVM5/ETG6            | ۱۰۳/۹۸ g/km  | از ۲۰۱۳ تا ۲۰۱۶             |
| DV6 FDTED       | ۴ سیلندر خطی توربو دیزل | ۱٬۵۶۰ سانتی‌متر مکعب (۹۵ اینچ مکعب)   | ۱۰۰ اسب بخار متری (۷۴ کیلووات؛ ۹۹ اسب بخار) در ۳۷۵۰ rpm   | ۲۵۴ نیوتن متر (۱۸۷ پوند نیرو-فوت) در ۱۷۵۰ rpm | ۱۱٫۳       | ۱۸۰ کیلومتر بر ساعت (۱۱۲ مایل بر ساعت)                                         | BVM5                 | ۹۷ g/km      | از ۲۰۱۶                     |
| DV6 CTED        | ۴ سیلندر خطی توربو دیزل | ۱٬۵۶۰ سانتی‌متر مکعب (۹۵ اینچ مکعب)   | ۱۱۵ اسب بخار متری (۸۵ کیلووات؛ ۱۱۳ اسب بخار) در ۳۶۰۰ rpm  | ۲۷۰ نیوتن متر (۱۹۹ پوند نیرو-فوت) در ۱۷۵۰ rpm | ۱۰٫۴       | ۱۸۸ کیلومتر بر ساعت (۱۱۷ مایل بر ساعت)                                         | BVM5                 | ۱۰۵ g/km     | از ۲۰۱۳ تا ۲۰۱۶             |
| DV6 FCTED       | ۴ سیلندر خطی توربو دیزل | ۱٬۵۶۰ سانتی‌متر مکعب (۹۵ اینچ مکعب)   | ۱۲۰ اسب بخار متری (۸۸ کیلووات؛ ۱۱۸ اسب بخار) در ۳۵۰۰ rpm  | ۳۰۰ نیوتن متر (۲۲۱ پوند نیرو-فوت) در ۱۷۵۰ rpm | ۹٫۶        | ۱۹۰ کیلومتر بر ساعت (۱۱۸ مایل بر ساعت)                                         | BVM6(S&S)            | ۹۶ g/km      | از ۲۰۱۶                     |

- S&S = STOP and START (سیستم استاپ/استارت)

## ایمنی
پژو ۲۰۰۸ در سال ۲۰۱۳ توسط مؤسسه یورو ان‌سی‌ای‌پی مورد تست تصادف قرار گرفت و توانست ۵ ستاره از ۵ ستاره ایمنی در تصادفات را کسب کند که شامل ۸۸٪ ایمنی برای سرنشینان، ۷۷٪ ایمنی کودکان، ۷۲٪ عابرین پیاده و ۷۰٪ در بخش ایمنی خودرو قبل از تصادف می‌شود.
| نتایج تست سال ۲۰۱۳                          |     |
| امتیاز مجموع کسب شده از مؤسسه یورو ان‌سی‌ای‌پی |     |
| حفاظت از سرنشینان                           | ۸۸٪ |
| ایمنی کودک                                  | ۷۷٪ |
| حفاظت از عابر پیاده                         | ۷۲٪ |
| ایمنی فعال                                  | ۷۰٪ |

## تعداد فروش
تنها ۶ ماه بعد از آغاز تولید، ۶۰٫۰۰۰ دستگاه از این خودرو در اروپا به فروش رسید که از این مقدار، ۲۵٫۰۰۰ دستگاه آن در فرانسه فروش رفت که فراتر از تخمین پژو (۱۰۰٫۰۰۰ دستگاه در ۱۲ ماه ابتدایی تولید) بود. همین امر باعث شد تا کارخانه پژو در مولوز، با بیش از ۲ برابر ظرفیت خود فعالیت کند و تولید ظرفیت خود که ۳۰۰ دستگاه خودرو در روز بود را به روزی ۷۰۰ دستگاه برساند.
| سال        | ۲۰۱۲ | ۲۰۱۳   | ۲۰۱۴    | ۲۰۱۵    | ۲۰۱۶    | ۲۰۱۷    |
| تعداد فروش | ۷۶   | ۷۴٬۴۲۸ | ۲۰۴٬۵۵۳ | ۲۳۱٬۹۳۴ | ۲۵۱٬۴۹۱ | ۲۳۲٬۷۳۹ |

## فیس لیفت
در ۱۸ فوریه سال ۲۰۱۶، پژو از ۲۰۰۸ فیس لیفت شده تحت نام فاز دوم، در نمایشگاه خودروی ژنو رونمایی کرد. پژو ۲۰۰۸ جدید علاوه بر تفاوت در چهره، از رنگ‌بندی متنوع تر، امکانات جدیدتر و موتورهای با سطح تکنولوژی بالاتر و استانداردهای آلایندگی بسیار بالاتر بهره می‌برد.
در داخل خودرو، تجهیزات داخلی جدید به همراه تزیینات غیرمعمول و جدید در خودرو ایجاد شده‌است. همچنین تکنولوژی‌های جدیدی همچون سیستم جلوگیری از برخورد (Active City Brake)، دوربین دید عقب و صفحه نمایش لمسی جدید با قابلیت screen mirroring (اتصال گوشی تلفن هوشمند به خودرو و استفاده از صفحه نمایش خودرو به عنوان صفحه نمایش تلفن همراه) در این فاز به خودرو افزوده شده‌اند. در این فیس لیفت، مدل GT Line که دارای بالاترین سطح تجهیزات و موتور می‌باشد نیز به سبد مدل‌های پژو ۲۰۰۸ افزوده شد.

## پژو ۲۰۰۸ داکار

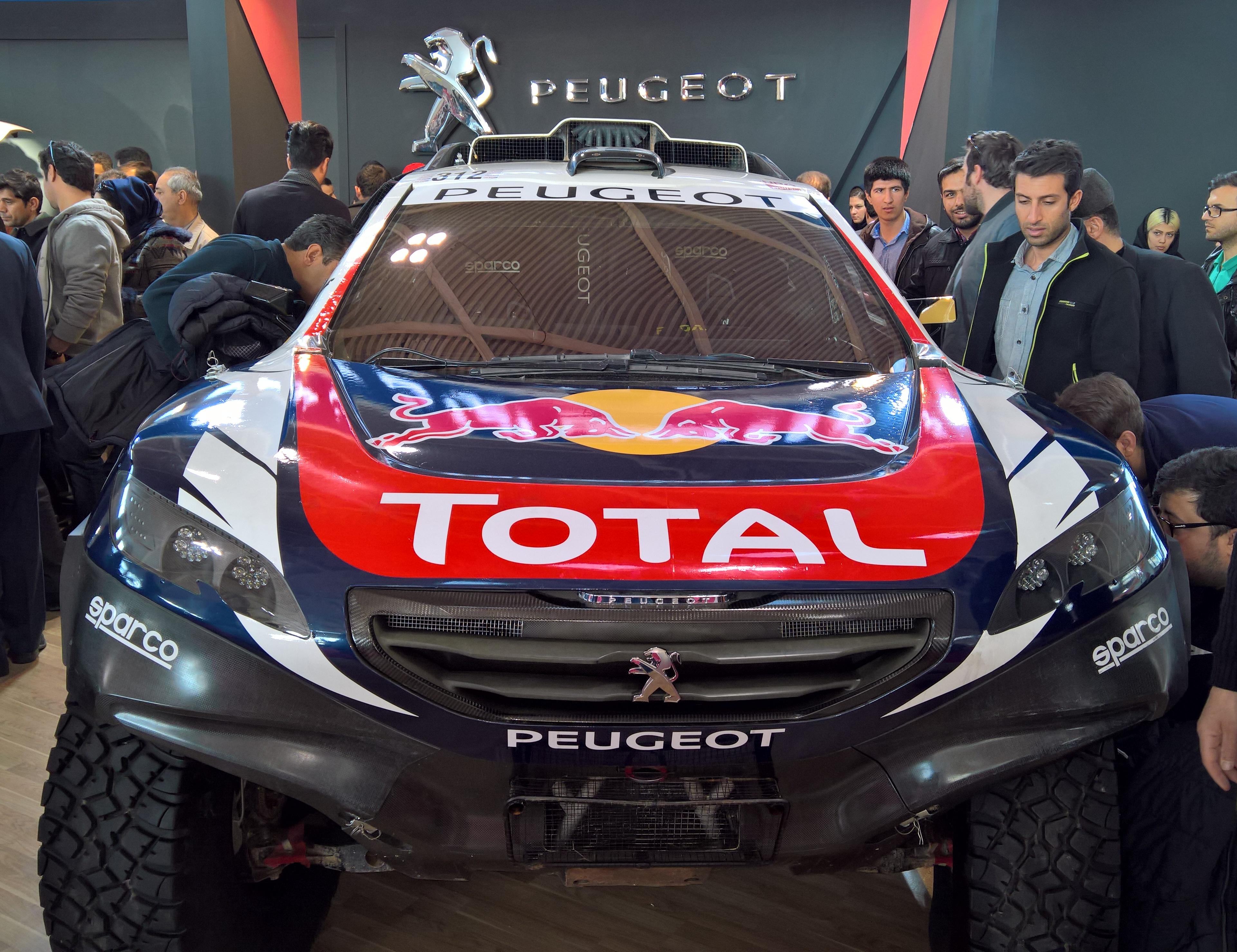
پژو ۲۰۰۸ داکار با رانندگی سباستین لوب و نقشه خوانی دنیل النا در نمایشگاه خودرو تهران بهمن ۱۳۹۵

پژو ۲۰۰۸ داکار یک نسخه از پژو ۲۰۰۸ می‌باشد که توسط پژو اسپورت در سال ۲۰۱۴ معرفی شد و در بین سال‌های ۲۰۱۴ تا ۲۰۱۶ به تعداد بسیار محدود تولید شد. پژو پس از ۲۵ سال دوری از مسابقات رالی داکار، با این خودرو در سال ۲۰۱۵ و توسط تیم پژو-توتال به این مسابقات بازگشت. پژو ۲۰۰۸ داکار، علی‌رغم استفاده از تک دیفرانسیل عقب، توانست در سال ۲۰۱۶ مقام قهرمانی این مسابقات را برای پژو به ارمغان بیاورد. این خودرو از معدود خودروهای تک دیفرانسیل در تاریخ مسابقات رالی داکار محسوب می‌شود که با کمک تکنولوژی پیشرفته در تعلیق و موتور توربو دیزل ۳۵۰ اسبی و بدنه فوق سبک، توانست بزرگان این مسابقات اعم از مینی (قهرمان ۱۱ سال پیاپی رالی داکار تا سال ۲۰۱۵) و تویوتا را پشت سر بگذارد.
تیم پژو-توتال با ۴ خودروی ۲۰۰۸ داکار در این مسابقات شرکت کرد که رانندگی این خودروها را استفان پیترهانسل، کارلوس ساینز، سباستین لوب و سیریل دسپره بر عهده داشتند و در نهایت استیفان پیترهانسل با ثبت زمان ۴۵:۲۲:۱۰ توانست عنوان قهرمانی را به دست بیاورد.
این خودرو در سال ۲۰۱۷ با پژو ۳۰۰۸ داکار جایگزین شد.
|            | ۳٫۰ HDi                   | ۳٫۰ HDi                   |
| ---------- | ------------------------- | ------------------------- |
| موتور      | ۶ سیلندر V شکل            | ۶ سیلندر V شکل            |
| حجم        | ۲۹۹۲                      | ۲۹۹۲                      |
| قدرت       | ۳۴۰ اسب بخار              | ۳۵۰ اسب بخار              |
| گشتاور     | ۶۰۰ Nm در دور ۷۸۰۰ tr/min | ۸۰۰ Nm در دور ۵۰۰۰ tr/min |
| گیربکس     | خطی ۶ دنده                | خطی ۶ دنده                |
| نهایت سرعت | ۲۰۰                       | ۲۰۰                       |
| سال تولید  | ۲۰۱۵                      | ۲۰۱۶                      |

## عرضه در ایران
از اواسط دهه ۹۰ هجری شمسی، شایعاتی مبنی بر مونتاژ یا واردات پژو ۲۰۰۸ توسط ایران خودرو شنیده می‌شد، در سال ۱۳۹۶ ایران خودرو اقدام به ثبت نام تعدادی پژو ۲۰۰۸ کرد و بالاخره اولین سری پژو ۲۰۰۸ در اواخر سال ۱۳۹۶ تحویل خریداران گشت. پژو ۲۰۰۸ مونتاژی ایران خودرو، با قطعات اصلی عرضه شد و داخلی سازی نشد. پژو ۲۰۰۸ موجود در ایران از موتور ۱.۶ لیتری توربو ep6 و گیربکس ۶ سرعته اتوماتیک آیسین بهره می‌برد. همچنین در لیست آپشن های این خودروی فرانسوی میتوان ۶ ایربگ، دوربین و سنسور دنده عقب و کروزکنترل را یافت. مونتاژ پژو ۲۰۰۸ در سال ۱۳۹۹ بدلیل تحریم و کمبود قطعه متوقف شد. 